# Blasiistraße 20 (Quedlinburg)

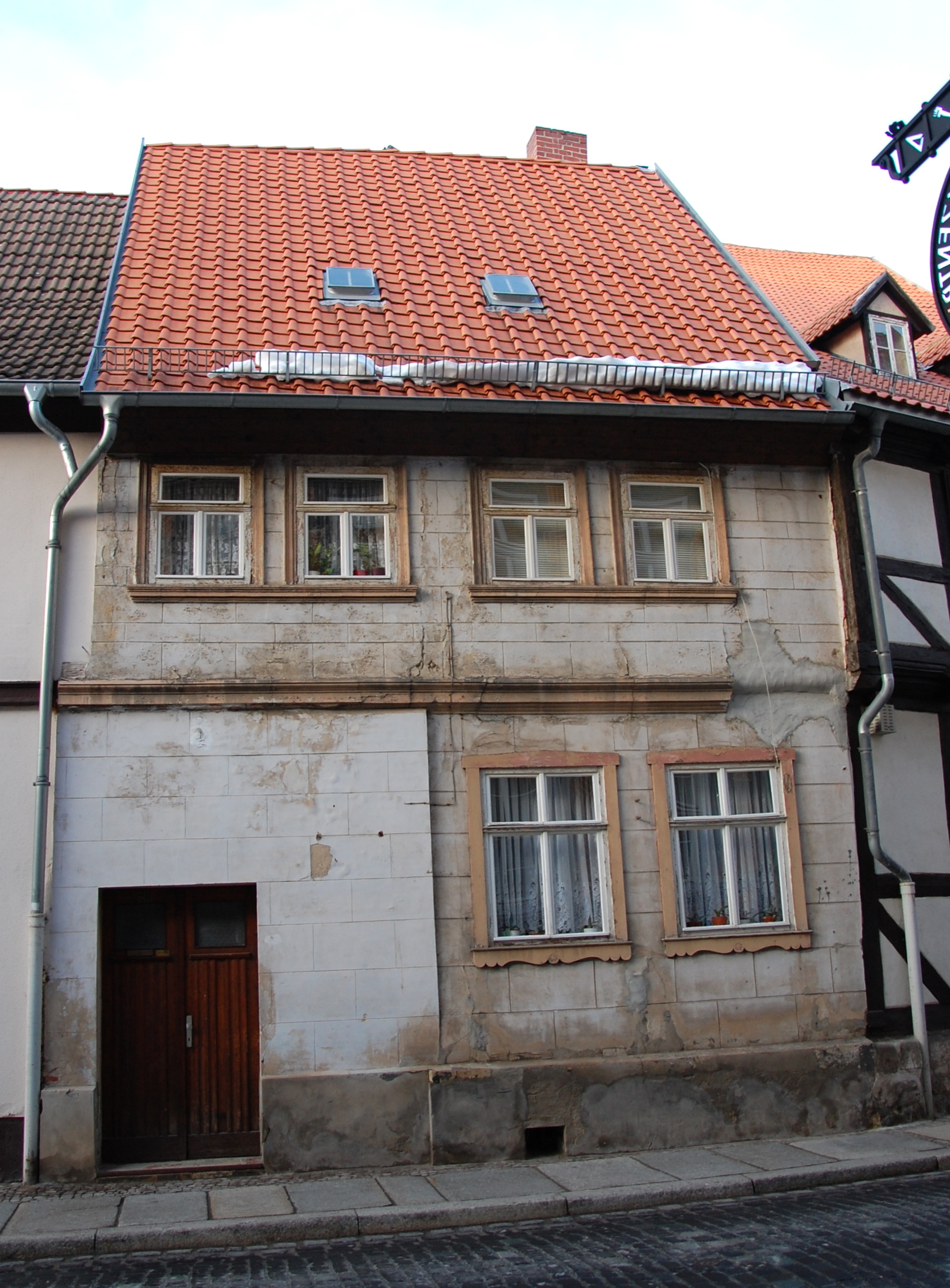
Haus Blasiistraße 20

Das Haus Blasiistraße 20 ist ein denkmalgeschütztes Gebäude in der Stadt Quedlinburg in Sachsen-Anhalt.

## Lage
Es befindet sich auf der Nordseite der Blasiistraße, westlich des Quedlinburger Marktplatzes. Das Gebäude gehört zum UNESCO-Weltkulturerbe und ist im Quedlinburger Denkmalverzeichnis als Bürgerhof eingetragen. Westlich grenzt das gleichfalls denkmalgeschützte Haus Blasiistraße 21 an.

## Architektur und Geschichte
Das Wohnhaus des Anwesens entstand im 18. Jahrhundert in Fachwerkbauweise. In der Zeit um 1830 erfolgte ein Umbau im Stil des Klassizismus. Die Fassade erhielt eine gebänderte Verputzung. Auch die Hofbebauung entstand im 18. Jahrhundert. Das hofseitige Fachwerkgebäude verfügt über ein Kalkleistendach.
Die Gebäude stellen den Rest einer kleinen Hofanlage dar.